# Moriz von Gemmingen

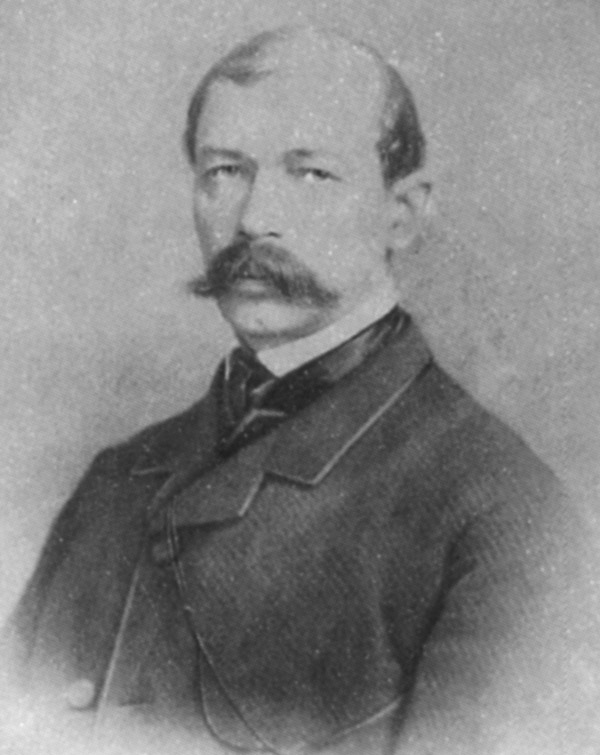
Moriz von Gemmingen (1817–1883)

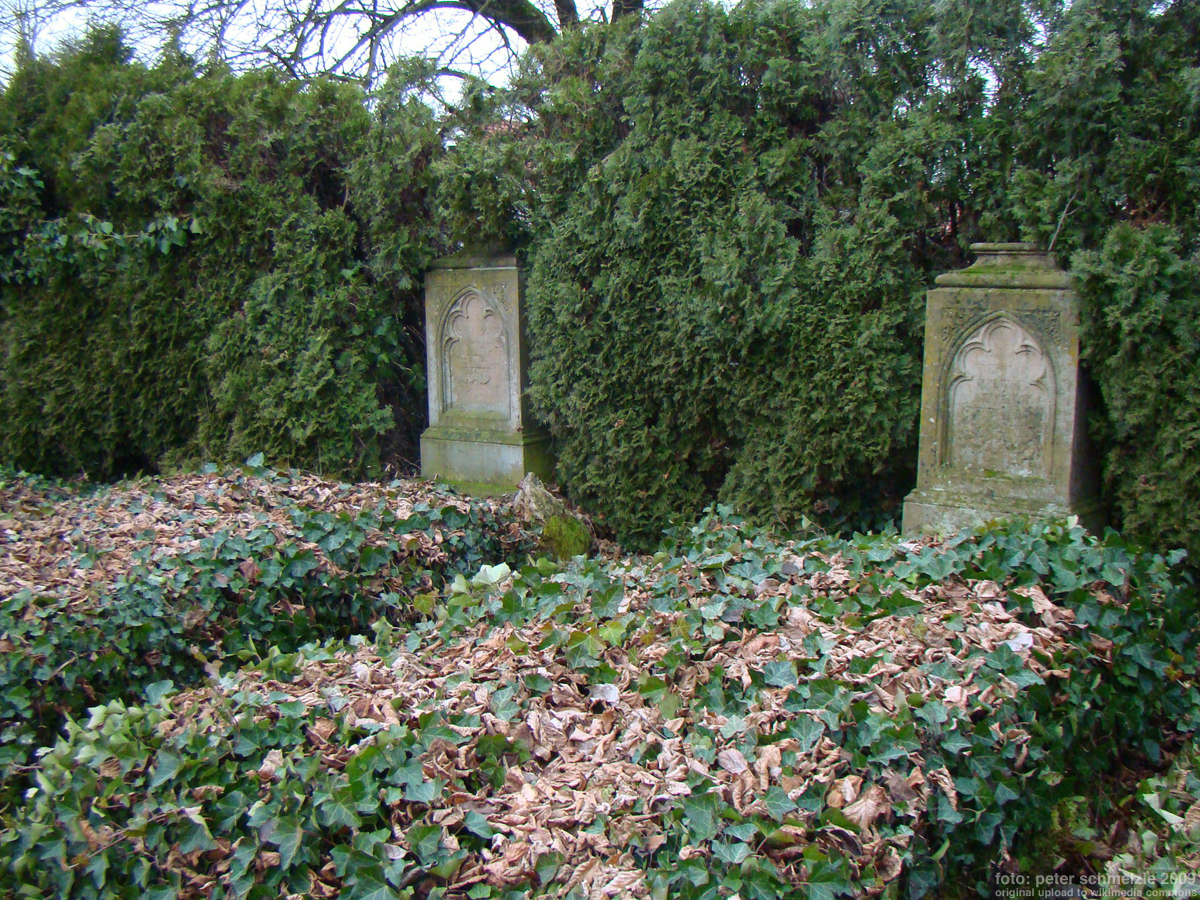
Grabstellen von Moriz und Helene von Gemmingen auf dem Friedhof in Bonfeld

Moriz von Gemmingen (* 8. April 1817 in Heilbronn; † 17. April 1883 in Ulm) war Landgerichtspräsident in Ulm und Mitglied der I. und II. Kammer der Württembergischen Landstände.

## Leben
Er entstammt dem 2. Ast (Bonfeld) der II. Linie (Gemmingen und Guttenberg) der Freiherren von Gemmingen und war der erste Sohn des württembergischen Gestütsdirektors Philipp Albrecht von Gemmingen (1782–1852) aus dessen erster Ehe mit der Heilbronner Industriellentochter Emilie von Rauch (1795–1821). Er studierte von 1835 bis 1839 Rechtswissenschaften in Tübingen, wo er dem Corps Suevia beitrat, und in Berlin. 1842 wurde er Gerichtsaktuar in Heilbronn, 1847 Oberjustizassessor in Tübingen, 1852 Oberjustizrat in Ulm. 1857 bat er um seine Entlassung und widmete sich anschließend der Bewirtschaftung seiner Güter in Bonfeld, wo er den Breitlochwald roden und den Eichhäuser Hof anlegen ließ. 1869 kehrte er in den Staatsdienst zurück und wurde Kreisgerichtsrat beim neu errichteten Kreisgericht in Heilbronn, wo er 1870 zum Kreistribunalrat aufstieg. 1878 wurde er Direktor des Ulmer Kreisgerichtshofs, 1879 Präsident des Ulmer Landgerichts. Er war nach 1870 ständisches Mitglied des württembergischen Staatsgerichtshofes.
In den Württembergischen Landständen gehörte er zunächst von 1856 bis 1861 als Vertreter der Ritterschaft des Donaukreises der II. Kammer an. Ab 19. November 1878 war er ernanntes lebenslanges Mitglied der I. Kammer. Er starb 1883 an einer Lungenentzündung und ist gemeinsam mit seiner Frau im Baronenviertel des Bonfelder Friedhofs begraben.

## Familie
Er heiratete 1859 seine Cousine Helene von Rauch (1834–1908), Tochter des Heilbronner Papierfabrikanten Moriz von Rauch. Die Töchter Charlotte und Rosa heirateten mit Ernst Bunge und Georg Born zwei Unternehmer, die in Buenos Aires mit Bunge, Born & Co. eine der größten deutschen Firmen in Argentinien eröffneten.
Nachkommen:
- Charlotte (1860–1948) ⚭ Ernst Bunge (1846–1933)
- Ernst Karl Friedrich (1863–1939) ⚭ Anna Maria Zöbisch (1873–1958)
- Mathilde (1864–1940) ⚭ Freiherr Gustav von Starkloff (1853–1918), württembergischer General der Kavallerie
- Rosa (1867–1958) ⚭ Georg Born (1848–1920)

## Auszeichnungen
- Ritterkreuz I. Klasse des Ordens der Württembergischen Krone
- Kommenturkreuz II. Klasse des Friedrichs-Ordens